# Якимово (Чорноголовський міський округ)
Яки́мово (рос. Якимово) — присілок у складі Чорноголовського міського округу Московської області, Росія.

## Населення
Населення — 58 осіб (2010; 80 у 2002).
Національний склад (станом на 2002 рік):
- росіяни — 94 %